# Datation absolue
Pour les articles homonymes, voir Datation et Absolu.

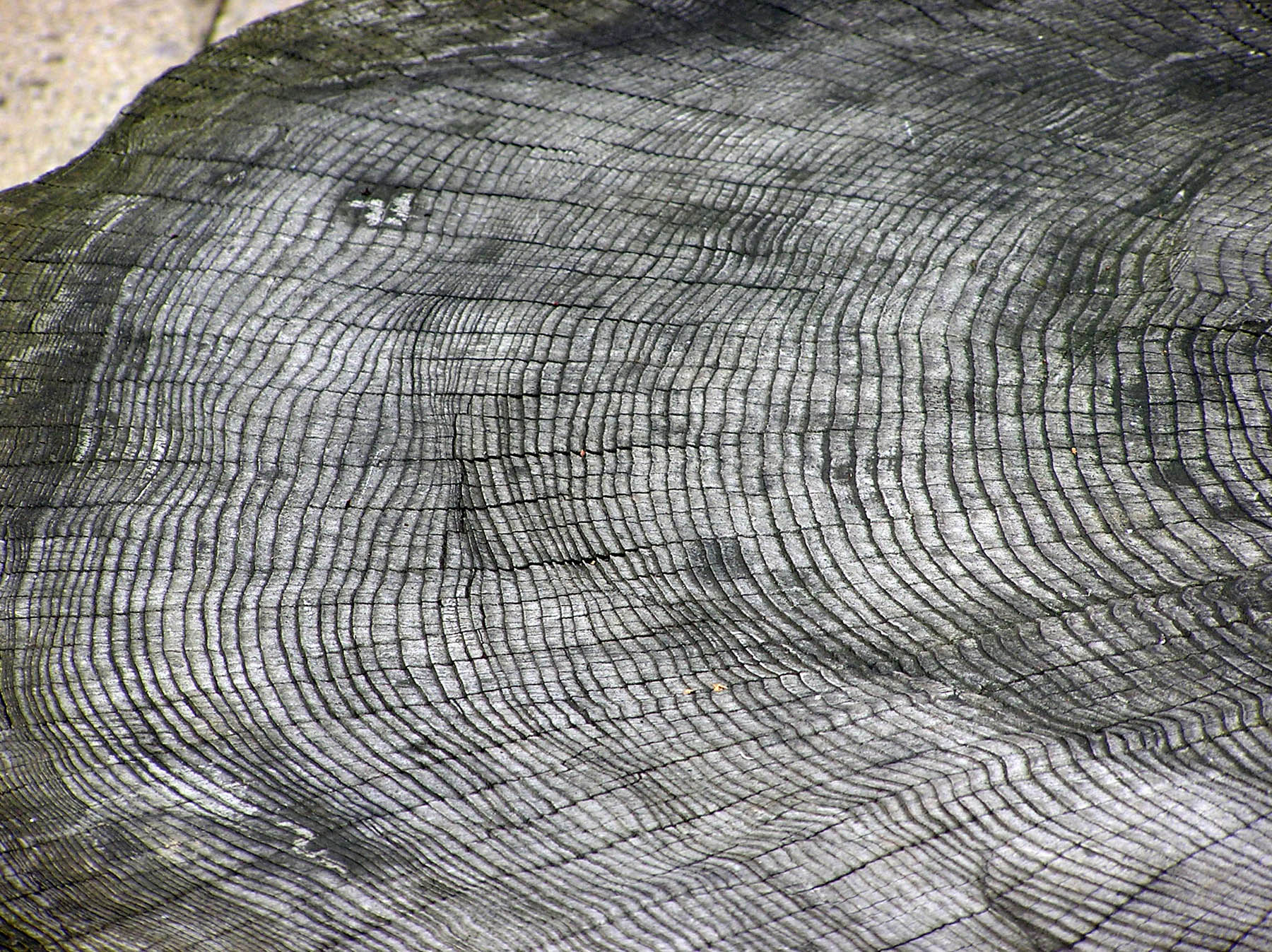
Anneaux de croissance d'un arbre. En dendrochronologie ils sont utilisés pour obtenir des datations de pièces de bois à l’année près en les comptant et en analysant leur morphologie.

Une datation absolue est une datation aboutissant à un résultat chiffré, exprimé en années. Elle peut concerner un événement, un objet, une couche géologique ou un niveau archéologique. Ce type de datation vient en opposition ou complément à une datation relative.

## Date de référence et notations
On exprime un âge, soit par rapport à l'an 0 de notre ère, soit par rapport à l'année 1950.
La référence utilisée est indiquée par un suffixe apposé derrière la valeur numérique de l'âge :
- EC ou apr. J.-C. en français pour les âges postérieurs à l'an 0 (CE ou AD en anglais) ;
- AEC ou av. J.-C. en français pour les âges antérieurs à l'an 0 (BCE ou BC en anglais) ;
- AA ou AP en français pour les âges antérieurs à 1950 (BP en anglais).

## Méthodologie
Le plus souvent, les méthodes de datation absolue utilisent des phénomènes de transformations physico-chimiques dont la vitesse est connue : la mesure du degré de transformation permet de dater le début du processus considéré. Les méthodes de datation absolue peuvent être classées en quatre groupes principaux, selon qu'elles se basent sur la décroissance radioactive, les défauts cristallins, la diffusion chimique ou la cyclicité de certains phénomènes.

### Méthodes fondées sur des phénomènes radioactifs
On distingue les méthodes directes des méthodes isochrones. Les premières sont ainsi qualifiées car on y applique directement la loi fondamentale de la radioactivité reliant l'activité au nombre d'atomes radioactifs initialement présents, qui donne directement accès à l'âge. Ce type de méthode nécessite de connaître l'abondance initiale de l'isotope utilisé, ce qui n'est possible que rarement. Les méthodes isochrones visent à éliminer cette inconnue par divers raisonnements propres à la géochimie.

#### Méthodes directes
- Datation par le carbone 14
- Datation par le potassium-argon

#### Méthode isochrone
La méthode isochrone de datation met à profit la désintégration radioactive d'un isotope-père P en un isotope-fils stable F, quand l'élément chimique dont F est un isotope a au moins un isotope stable et non radiogénique Φ. Les rapports isotopiques d'un échantillon d'âge t et ayant évolué en système fermé vérifient la relation :
{\displaystyle \left({\frac {\mathrm {F} }{\Phi }}\right)=\left({\frac {\mathrm {F} }{\Phi }}\right)_{\!0}+(e^{\lambda t}-1)\left({\frac {\mathrm {P} }{\Phi }}\right)}
où λ désigne la constante radioactive de l'isotope P, et (F/Φ)0 la valeur initiale du rapport isotopique (F/Φ).
Si plusieurs échantillons (de roches ou de minéraux), formés en même temps avec le même rapport isotopique initial (F/Φ)0, ont ensuite évolué en système fermé, leurs points représentatifs dans un diagramme {x = (P/Φ), y = (F/Φ)} sont alignés sur l'« isochrone », une droite d'équation y = a x + b avec a = eλ t – 1 et b = (F/Φ)0. On en déduit aisément l'âge : t = ln(1+a)/λ ou, compte tenu de la relation λT = ln 2 entre la constante radioactive λ et la période radioactive T :
{\displaystyle t=T\,{\frac {\ln(1+a)}{\ln 2}}}.
Or x et y sont mesurables : l'observation d'un alignement des points représentatifs des échantillons dans le « diagramme isochrone » {x,y} conforte les hypothèses ci-dessus et fournit l'âge t ainsi que le « rapport initial » (F/Φ)0. En pratique on procède, compte tenu des erreurs expérimentales, à une régression linéaire qui fournit les valeurs de a (donc aussi de t) et de (F/Φ)0 ainsi que leurs incertitudes.
Exemples
- Datation par le rubidium-strontium (P = 87Rb, F = 87Sr, Φ = 86Sr, T = 49,277 Ga)
- Datation par le samarium-néodyme (P = 147Sm, F = 143Nd, Φ = 144Nd, T = 106,2 Ga)
- Datation par le rhénium-osmium (P = 187Re, F = 187Os, Φ = 188Os, T = 41,2 Ga)
- Datation par le lutétium-hafnium (P = 176Lu, F = 176Hf, Φ = 177Hf, T = 3,86 Ga)

### Méthodes fondées sur desdéfauts cristallins
- Datation par thermoluminescence
- Datation par luminescence optiquement stimulée
- Résonance paramagnétique électronique (RPE) ou résonance de spin électronique (ESR)
- Datation par les traces de fission

### Méthode fondée sur des phénomènes dediffusion
- Hydratation de l'obsidienne

### Méthodes fondées sur la vitesse de réactions chimiques
- Méthode de la racémisation des acides aminés[1]. Tous les tissus biologiques contiennent des acides aminés. La datation aux acides aminés est une technique de datation utilisée pour estimer l'âge d'un spécimen notamment en paléobiologie, en archéologie, en médecine légale, en taphonomie, et en géologie sédimentaire[2],[3],[4],[5],[6].
- Méthode par l'assimilation post-mortem du fluor et de l'uranium dans les dents et les os, disparition de l'azote dans les os morts[1].

### Méthodes fondées sur des phénomènes cycliques ou récurrents
- Dendrochronologie, basée sur l'analyse en épaisseur et le comptage des anneaux de croissance des arbres. La dendrochronologie a trois principaux domaines d'application: la paléoécologie, où elle est utilisée pour déterminer certains aspects des écologies passées (principalement le climat) ; l'archéologie, où elle est utilisée pour dater de vieux édifices ; et la datation au radiocarbone. Il est possible de dater le bois vieux de plusieurs milliers d'années, jusqu'à 11 000 ans[7].
- Datation de sédiments lacustres par le comptage de varves.
- Archéomagnétisme, basé sur la variation du champ magnétique terrestre enregistré par les minéraux magnétiques présents dans l'argile.
- Datation des surfaces planétaires par dénombrement des cratères d'impact.